# 穆罕默德·賈馬盧·阿蘭姆二世
穆罕默德·賈馬盧·阿蘭姆二世（Muhammad Jamalul Alam II，1889年－1924年9月11日）是第26代汶萊蘇丹，前任蘇丹哈希姆·加里魯·阿蘭姆·阿夸馬丁的兒子。1906年至1924年間在位。

## 早年生活
他于 1889 年出生于文莱班达甘榜亚逸王宫，是苏丹哈希姆·贾里鲁·阿拉姆·阿卡马丁和西蒂·法蒂玛·宾蒂·拉丁·奥斯曼在世的最年长的儿子。在成为苏丹之前，他被称为 Pengiran Muda Bongsu Muhammad Jamalul Alam。